# Weißenburger Platz

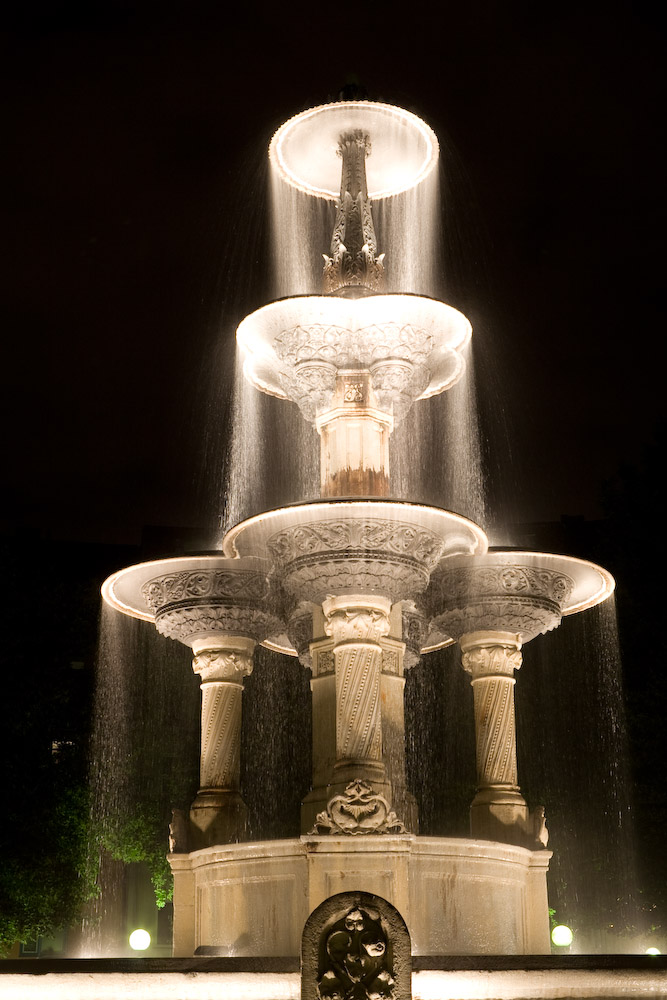
Der Glaspalastbrunnen in der Mitte des Weißenburger Platzes bei Nacht

Der Weißenburger Platz ist ein Platz im Münchner „Franzosenviertel“ im Stadtteil Haidhausen.

## Beschreibung
In der Mitte des konzentrisch angelegten Platzes befindet sich der „Glaspalastbrunnen“, den 1853 August von Voit entwarf. Dieser befand sich zunächst im Glaspalast im Alten Botanischen Garten – daher der Name. Im ausgehenden 19. Jahrhundert wurde der Brunnen an den Orleansplatz umgezogen. Als der dort befindliche Bahnhof München Ost umgebaut wurde, musste der Glaspalastbrunnen weichen und wurde auf den nahe gelegenen Weißenburger Platz versetzt. Nach Einbruch der Dunkelheit ist das Wasserspiel des Brunnens beleuchtet.
Um den Glaspalastbrunnen herum sind Blumenbeete angelegt, die mehrfach im Jahr bepflanzt werden. Eingerahmt wird diese kreisförmige Grünanlage von einer Baumreihe, unter der sich Bänke befinden sowie von einer ringförmigen Straße, die teilweise Fußgängerzone ist. Fünf Straßenzüge laufen auf den Weißenburger Platz sternförmig zu: von beiden Seiten jeweils die Metzstraße und die Weißenburger Straße sowie die Lothringer Straße, in der sich in der Nähe des Platzes die städtische Kunstgalerie Lothringer13 befindet. In den Gebäuden, die den Weißenburger Platz umgeben, finden sich unterschiedliche Geschäfte, Gastronomie sowie eine Apotheke und ein Ärztehaus.
Auf dem Weißenburger Platz findet jeden Dienstag 8:00 Uhr bis 12:00 Uhr ein Wochenmarkt statt. Seit 1976 findet auf dem Weißenburger Platz ein Weihnachtsmarkt statt, der über die Jahre stetig gewachsen ist. Inzwischen wird der Weißenburger Platz mit über 60 Ständen für den Weihnachtsmarkt überbaut, der jährlich von Ende November bis Weihnachten stattfindet.
Namensgebung und Gestaltung des Franzosenviertel haben einen historischen Hintergrund: Als dieses Viertel 1872 nach dem deutschen Sieg im Deutsch-Französischen Krieg (1870/1871) angelegt wurde, beschlossen die Planer Plätze und Straßen nach französischem Vorbild anzulegen. Daher laufen die Straßen sternförmig auf die Plätze zu. Zugleich erhielten diese ihre Namen von Orten, an denen während des Deutsch-Französischen Krieges deutsche Armeen Schlachten gewannen. Die Schlacht bei Weißenburg namensgebend für diesen Platz. Hier erlitt die französische Armee 1870 eine Niederlage. Heute heißt die Kleinstadt im Elsass nicht mehr Weißenburg, sondern Wissembourg.